# Хронография (Михаил Пселл)
«Хронография» — исторический труд византийского писателя Михаила Пселла, написанный в конце XI века и охватывающий период с 976 до 1071 года. Его особая ценность связана с тем, что Пселл большую часть жизни провёл при императорском дворе и многие события описывает глазами очевидца и непосредственного участника.

## Содержание
«Хронография» не имеет предисловия, характерного для произведений этого жанра, и начинается с полуслова — «Вот так расстался с жизнью император Иоанн Цимисхий» (именно на этом моменте закончил свою «Историю» Лев Диакон). Пселл рассказывает об истории Византии с 976 по 1071 год. Это время правления 14 императоров и императриц, когда государство, сначала укреплённое Василием II, вошло в период кризиса, связанного с частой сменой властителей и военными поражениями. Пселл характеризовал этот кризис как «болезнь» в соответствии с существовавшей тогда литературной традицией.

## Оценки
Сам Пселл считал себя в первую очередь философом и ритором, а не историком. «Хронографию» он ценил не слишком высоко и только один раз упомянул её в своих письмах. Однако из всех произведений писателя только это сохранило своё значение и прославило автора в последующие эпохи. Его особая ценность связана с тем, что Пселл описывает многие события как очевидец или даже участник. Так, он сыграл важную роль в свержении императора Романа IV, был воспитателем юного императора Михаила VII. При этом исследователи отмечают наличие у «Хронографии» как источника ряда недостатков: это отсутствие дат, во многих случаях неверная последовательность событий, отрывочность некоторых данных (особенно о внешней политике империи), недостаточно тщательная проработка материала, если сравнивать с Иоанном Скилицей и Михаилом Атталиотом.